# Faronta quadrannulata
Faronta quadrannulata là một loài bướm đêm trong họ Noctuidae.